# Jeanine Bonvoisin
Pour les articles homonymes, voir Bonvoisin.
Jeanine Bonvoisin (née Jeanne Roney le 28 avril 1926 à Villerville, morte le 25 février 1996 à Rouen) est une femme politique française.

## Biographie
Descendante d'une famille de marins-pêcheurs d'origine irlandaise[réf. nécessaire], Jeanine Roney est la cinquième d'une fratrie de dix enfants. Elle travaille comme postière avant d'entamer une formation de secrétaire-comptable.
Adhérente du Centre démocrate à partir de 1966, elle entre au conseil municipal de Rouen dans le sillage du maire centriste de la ville Jean Lecanuet en 1971. Six ans plus tard, elle est réélue conseillère municipale puis est désignée adjointe au maire. Elle se distingue pour son implication dans les affaires sociales de la municipalité.
Devenue conseillère générale de Seine-Maritime en 1982, elle ne délaisse pas ses fonctions à la mairie de la capitale haut-normande. Elle siège aussi, de 1983 à 1986, au conseil régional de Haute-Normandie.
Elle se présente aux élections législatives de 1988 en tant que suppléante de Jean Allard.
Réélue conseillère municipale en 1983 puis en 1989, elle devient première adjointe au maire de Rouen à partir de cette dernière année et fait figure de « bras droit » de Jean Lecanuet, qui lui délègue davantage de responsabilités.
Le 22 février 1993, elle devient maire de Rouen par intérim à la suite du décès de  Lecanuet. Alors qu'elle était pressentie pour prendre la suite de son mentor, elle laisse le fauteuil de maire à François Gautier. Un peu plus tard, elle est élue députée de la 1re circonscription de la Seine-Maritime.
Conservant ses fonctions parlementaires, elle décide cependant de ne pas briguer un nouveau mandat municipal en 1995 alors qu'elle se sait rongée par un cancer. Le président de l'Assemblée nationale Philippe Séguin lui rend hommage au palais Bourbon quelques jours après son décès.

### Parenté
Jeanine Bonvoisin, divorcée de Michel Bonvoisin dont elle eut huit enfants dont les comédiens Bérangère Bonvoisin, Bertrand Bonvoisin († 1991), Nicolas Bonvoisin, et la photographe Guillemette Bonvoisin.
Ses autres enfants : Pascal, Luc, Violaine, Thierry Bonvoisin.

## Mandats
- 1971 - 1977 et 1993 -1995 : conseillère municipale de Rouen.
- 1982 - 1996 : membre du conseil général de Seine-Maritime (7e canton de Rouen).
- 1977 - 1993 : adjointe au maire de Rouen Jean Lecanuet, première adjointe de 1989 à 1993.
- du 2 avril 1993 au 25 février 1996 : députée de la première circonscription de la Seine-Maritime. Son suppléant, Patrick Herr, lui succède.